# Euphorbia pervittata
Euphorbia pervittata är en törelväxtart som beskrevs av Susan Carter. Euphorbia pervittata ingår i släktet törlar, och familjen törelväxter.
Artens utbredningsområde är Kenya. Inga underarter finns listade i Catalogue of Life.

## Bildgalleri

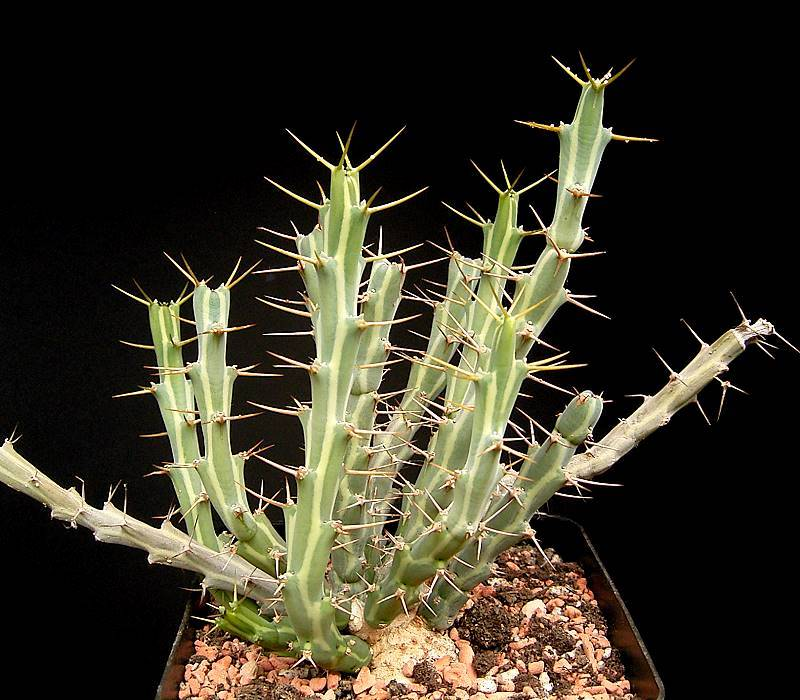